# Stensjön (naturreservat, Strömsunds kommun)
Stensjön är ett naturreservat i Strömsunds kommun i Jämtlands län.
Området är naturskyddat sedan 2006 och är 1 609 hektar stort. Reservatet ligger öster om Stensjön och består av myrmarker, gles granskog och tallar vid myrarna